# 海关数据
海关数据:一般是指各国海关总署发布的进出口统计数据。是海关依法对进出口货物贸易的量值统计结果。

## 海关数据

### 处理
由海关总署综合统计司總合處理海关数据的搜集、审核、报送和更正。

### 搜集
由各口岸通过EDI向直属海关提交，再由直属海关向海关总署发送。

### 审核

#### 监控
各口岸基层海关人员或审单人员会通过计算机，对海关数据错误信息、价格及逻辑进行监控。  

#### 复审
- 各口岸会对口岸数据进行复审。
- 直属海关会对口岸数据进行复审。
- 海关总署综合统计司对各直属海关及口岸进行复审。

#### 互查制度
此外，也有每年一次的“片区互查制度”，以确保海关数据的准确度。  
（例如由北方片区检查华东片区、华东片区查华南片区、华南片区查北方片区。）

## 内容

### 包括内容
1. 8位数商品中国海关编码
2. 商品名称
3. 进出口数量
4. 国家或地区
5. 经营单位名称
6. 10位经营单位代码
7. 消费地区/发货地
8. 贸易方式
9. 运输方式
10. 海关位置
11. 公司类型

### 不包括内容
1. 涉及海关单项统计的货物　（例如深加工结转货物）
2. 经营单位进出口单价
3. 海外收发货单位名称
4. 国内收发货单位名称
5. 详细产品描述
6. 成交方式

## 对外发布频率
每月更新上月统计数据。初步数字在每月10日左右发布。月度详细数据可在每月21日后提供，法定节假日，例如春节，一般延迟几天。
1. ↑  .   [2015-01-16]. （原始内容存档于2014-12-21） （中文）.